# Pablo Muñoz Hoffman
Pablo Alberto Muñoz Hoffman (Santiago, 29 de junio de 1970) es un exguerrillero chileno, miembro de la organización político-militar Frente Patriótico Manuel Rodríguez (FPMR), sirviendo como jefe de dicha organización en la zona centro sur, apoderándose de la ciudad de Talca.
En el 23 de enero de 1992, junto a 2 otros frentistas (Fabián López Luque y su hermano mayor,  Alexis Muñoz Hoffman), robaron 7,6 millones de pesos chilenos de un camión de transporte de Prosegur. Durante la huida, se dio un tiroteo durante el cual, Pablo es herido, mientras Alexis y López Luque huyen para luego ingresar a la casa del abogado Erick Riveros en Ñuñoa, tratándolo a él y su familia como rehenes mientras llegaban fuerzas de los Carabineros de Chile y Grupo de Operaciones Policiales Especiales. Tras más de 14 horas de negociación, francotiradores decidieron intervenir,  terminando la vida de Fabián y Alexis, de 21 y 25 años, respectivamente. Pablo Muñoz,  gravemente herido, es trasladado a un hospital antes de ser condenado por el asalto y por asociación ilícita terrorista, siendo el principal sospechoso, además, del atentado contra el general Gustavo Leigh. 
Comenzó a servir su condena en la Cárcel de Alta Seguridad de Santiago, pero su pena sería abruptamente interrumpida cuatro años después, en diciembre de 1996, cuando, junto con otros tres frentistas (Mauricio Hernández Norambuena, Ricardo Palma Salamanca y Patricio Ortiz Montenegro), se fugó en la llamada Operación Vuelo de Justicia. De los 4 frentistas, el fue el único en salir del escape sin daño, dado que los otros 3 sufrieron varias heridas durante el escape (Hernández tuvo que saltar más de 3 metros al salirse, Ortiz fue aplastado bajo el canasto e herido gravemente, y Palma, al saltar, terminó rodando sobre su cabeza). Después de unos meses viviendo en Chile secretamente, se escapó del país, supuestamente a Argentina y más tarde a Cuba, probablemente pasando tiempo en México.
En 2018, el juez Mario Carroza comunicó que había ubicado a Pablo Muñoz Hoffman viviendo en Estados Unidos con una identidad falsa, pero, más tarde, Interpol lo desmintió, revelando que era un hombre inocente con un nombre similar a Muñoz llamado Pablo Muñoz Jorquera.
Se mantuvo prófugo por 28 años, siendo uno de los fugitivos más buscados por la Policía de Investigaciones de Chile. Fue detenido el 6 de enero de 2025 en Bolivia, pero posteriormente fue liberado, debido a que Bolivia no reconoció la alerta roja sobre su captura. Al intentar el gobierno chileno obtener su extradición, la Corte Suprema del país denegó de forma unánime la solicitud, debido a que todas las causas en las cuales estaba involucrado se encontraban prescritas. 